# Caloptilia plagiotoma
Caloptilia plagiotoma là một loài bướm đêm thuộc họ Gracillariidae. Nó được tìm thấy ở Queensland.